# Eliminação gradual de veículos movidos a combustíveis fósseis
A eliminação gradual de veículos movidos a combustíveis fósseis consiste em parar de vender e usar veículos movidos a combustíveis fósseis como gasolina, diesel, querosene e óleo combustível. É uma das três partes mais importantes do processo geral de eliminação gradual dos combustíveis fósseis, sendo as outras a eliminação gradual das usinas de combustíveis fósseis para geração de eletricidade e a descarbonização da indústria.
Muitos países e cidades ao redor do mundo declararam que vão proibir a venda de veículos de passageiros (principalmente carros e ônibus) movidos a combustíveis fósseis como gasolina, gás liquefeito de petróleo e diesel em algum momento no futuro. Sinônimos para as proibições incluem frases como "proibição de carros a gasolina", "proibição de carros a gasolina e diesel", ou simplesmente "proibição do diesel". Outro método de eliminação gradual é o uso de zona de zero emissões nas cidades.
Alguns lugares já estabeleceram datas para a proibição de outros tipos de veículos como navios e caminhões movidos a combustíveis fósseis.

## Visão geral
Razões para proibir a venda de veículos movidos a combustíveis fósseis incluem: redução dos riscos à saúde causados por partículas de poluição, notadamente diesel PM10 e outras emissões, notadamente óxidos de nitrogênio; cumprimento das metas nacionais de emissão de gases do efeito estufa como o CO2, acordos internacionais como o Protocolo de Quioto e o Acordo de Paris; ou independência de energia. A intenção de proibir veículos movidos a combustíveis fósseis é atraente para os governos pois oferece uma meta de conformidade mais simples, em comparação com uma taxação sobre carbono ou eliminação gradual de combustíveis fósseis.

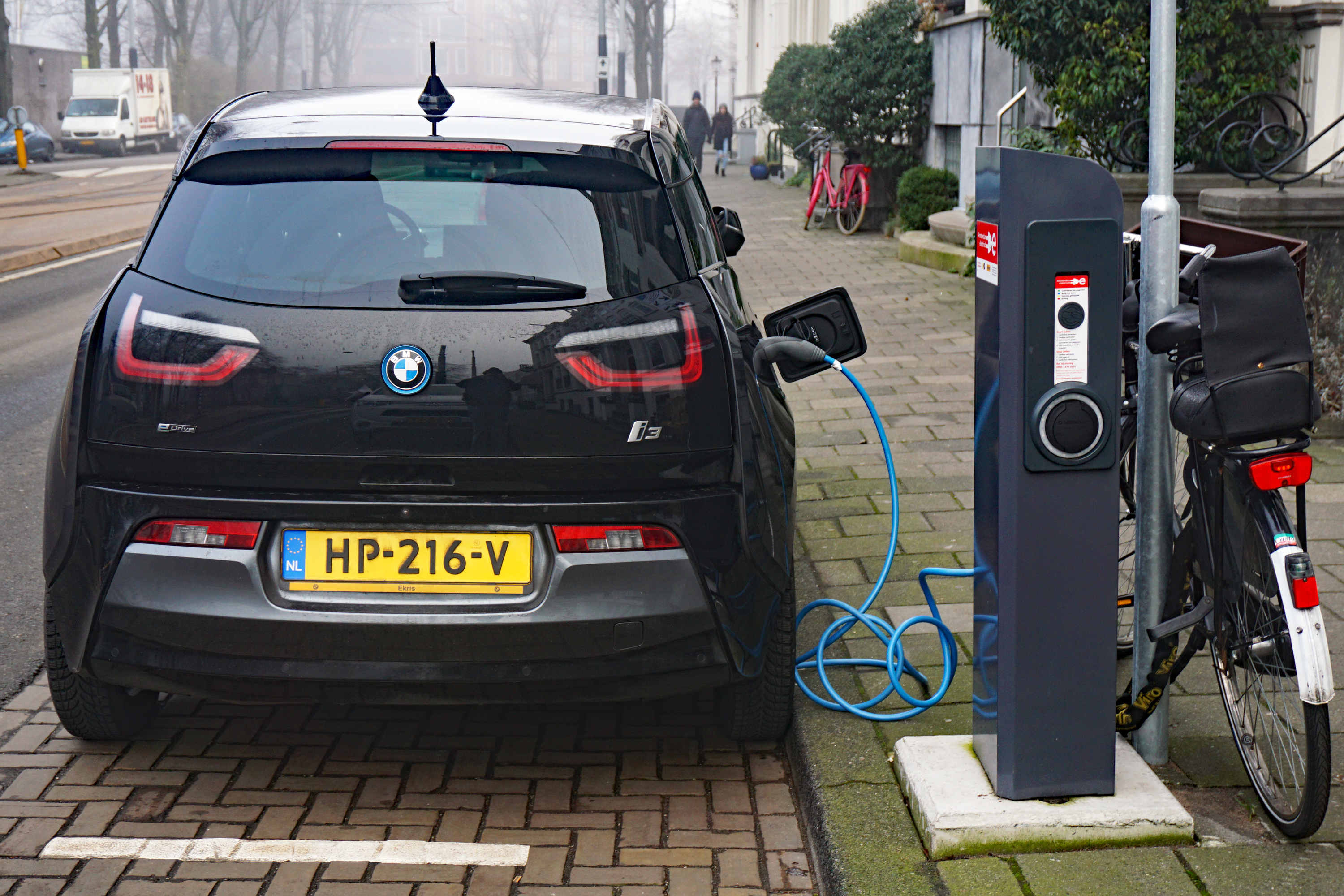
Uma BMW i3 sendo carregada em Amsterdã. Os carros elétricos tiveram uma participação no mercado mundial de cerca de 5% em 2021.

A indústria automobilística está trabalhando para introduzir veículos elétricos para se adaptar às proibições com sucesso variável e é visto por alguns na indústria como uma possível fonte de dinheiro em um mercado em declínio. Um estudo de 2020 da Universidade de Tecnologia de Eindhoven mostrou que as emissões de fabricação de baterias de novos carros elétricos são muito menores do que a assumida no estudo do IVL de 2017 (cerca de 75 kg CO2/kWh) e que a vida útil das baterias de lítio também é muito maior do que se pensava anteriormente (de pelo menos 12 anos com uma quilometragem de 15 000 km anualmente): elas são mais limpas do que os carros de combustão interna movidos a diesel ou gasolina.
Há certa oposição à simples mudança de carros movidos a combustíveis fósseis para carros elétricos, pois eles ainda exigiriam uma grande proporção de terra urbana. Por outro lado, existem muitos tipos de veículos (elétricos) que ocupam pouco espaço, como as bicicletas (de carga) e as motos elétricas. Tornar o ciclismo e a caminhada em curtas distâncias, especialmente em áreas urbanas, mais atraentes e viáveis com medidas como a remoção de estradas e espaços de estacionamento e a melhoria do planejamento cicloviário e de trilhas (incluindo calçadas), oferece uma alternativa parcial à substituição de todos os veículos movidos a combustíveis fósseis por veículos elétricos. Embora ainda existam poucas cidades completamente livres de carros (como Veneza), várias estão proibindo carros em certas partes da cidade, como nos centros.

## Métodos
A proibição de veículos movidos a combustíveis fósseis de escopo definido exige que as autoridades promulguem legislação que os restrinja de uma certa forma. Os métodos propostos incluem:
- Proibição de novas vendas ou registro de veículos novos movidos a combustíveis específicos a partir de uma determinada data em uma determinada área.[18] Na data da implementação, os veículos existentes permaneceriam legais para circular nas vias públicas.[19]
- Proibição da importação de veículos novos movidos a combustíveis específicos a partir de uma determinada data para uma determinada área. Isso está previsto em países como Dinamarca, Israel e Suíça;[20][21][22] No entanto, alguns países, como Israel, não possuem legislação sobre o assunto.[23]
- A proibição de qualquer utilização de determinados veículos movidos a combustíveis específicos a partir de uma determinada data dentro de uma determinada área. Restrições como essas já estão em vigor em muitas cidades europeias, geralmente no contexto de suas zonas de baixa emissão.[24]
- Tornar a legislação sobre emissões tão rígida que pode na realidade não ser cumprida.

Veículos (elétricos) a célula de combustível também podem funcionar com alguns combustíveis não fósseis (ou seja, hidrogênio, etanol, metanol, etc.).
As cidades geralmente usam a introdução de zonas de baixa emissão ou zonas de emissão zero, às vezes acompanhadas de uma vinheta de certificação da qualidade do ar, como o Crit'air (na França), a fim de restringir o uso de carros movidos a combustíveis fósseis em parte ou em todo o seu território. Estas zonas estão crescendo em número, tamanho e rigor. Algumas proibições em cidades em países como Itália, Alemanha e Suíça são ativadas apenas temporariamente durante determinados horários do dia, durante o inverno ou quando há um alerta de poluição (por exemplo, na Itália em janeiro de 2020); estas proibições não contribuem diretamente para a eliminação dos veículos movidos a combustíveis fósseis, mas tornam a posse e o uso desses veículos menos atraentes, pois sua utilidade é restrita e o custo de dirigi-los aumenta.
Alguns países têm dado aos consumidores vários incentivos, como subsídios ou incentivos fiscais, a fim de estimular a compra de veículos elétricos, enquanto os veículos movidos a combustíveis fósseis são cada vez mais tributados.
Ajudada por incentivos do governo, a Noruega se tornou o primeiro país a ter a maioria dos veículos novos vendidos em 2021 elétricos. Em janeiro de 2022, 88 por cento dos veículos novos vendidos no país eram elétricos e, com base nas tendências atuais, eles provavelmente atingiriam a meta de nenhum carro movido a combustível fóssil ser vendido até 2025.

## Lugares com restrições planejadas para veículos movidos a combustíveis fósseis

### Internacional ou supranacional
Em 2018, a Dinamarca propôs uma proibição em toda a União Europeia (UE) de carros a gasolina e diesel, mas a proposta acabou sendo contrária aos regulamentos da UE. Em outubro de 2019, a Dinamarca fez uma proposta para eliminar gradualmente os veículos movidos a combustíveis fósseis no nível dos Estados-membros até 2030 e foi apoiada por outros 10 Estados-membros da UE. Em julho de 2021, a França se opôs à proibição de carros movidos a combustão e, em particular, de veículos híbridos. Em julho de 2021, a Comissão Europeia propôs uma redução de 100% das emissões para novas vendas de carros e vans a partir de 2035. Em 8 de junho de 2022, o Parlamento Europeu votou a favor da proposta da Comissão Europeia, mas era necessário um acordo com os Estados-membros da União Europeia antes que uma lei final pudesse ser aprovada. Em 22 de junho de 2022, o ministro das Finanças alemão, Christian Lindner, afirmou que seu governo se recusaria a concordar com a proibição. Mas em 29 de junho de 2022, após 16 horas de negociações, todos os ministros do clima dos 27 Estados-membros da UE concordaram com a proposta da comissão (parte do pacote 'Fit for 55') para proibir efetivamente a venda de novos veículos de combustão interna até 2035 (através da "[introdução] de uma meta de redução de 100% das emissões de CO2  até 2035 para carros e vans novas"). A Alemanha apoiou a meta de 2035, perguntando à Comissão se veículos híbridos ou combustíveis neutros em CO2  também poderiam cumprir a proposta; Frans Timmermans respondeu que a Comissão mantinha uma "mente aberta", mas na época "os híbridos não proporcionavam cortes suficientes de emissões e os combustíveis alternativos eram proibitivamente caros".

### Países
Países com proibições propostas ou implementação de 100% de vendas de veículos zero emissões incluem China (incluindo Hong Kong e Macau), Japão, Singapura, Reino Unido, Coreia do Sul, Islândia, Dinamarca, Suécia, Noruega, Eslovênia, Alemanha, Itália, França, Bélgica, Países Baixos, Portugal, Canadá, os 12 estados dos EUA que aderiram ao Programa de Veículos de Emissão Zero (ZEV) da Califórnia (California Air Resources Board), Sri Lanka, Cabo Verde e Costa Rica.
| País                 | Ano de início                                                      | Status | Escopo | Detalhes |
| -------------------- | ------------------------------------------------------------------ | --- | --- | --- |
| Alemanha             | 2030                                                               | Decisão do Bundesrat | Emitindo | Venda de carros novos |
| Áustria              | 2040                                                               | Signatário da Declaração de Glasgow | Emitindo | Vendas de veículos novos até 2040, no máximo |
| Azerbaijão           | 2040                                                               | Signatário da Declaração de Glasgow | Emitindo | Vendas de veículos novos até 2040, no máximo |

Mapa das proibições propostas.
Em 2020
Em 2030
Em 2040
Em 2050

| Bélgica              | 2026 2029                                                          | Plano climático | 2026: Sem mais dedutibilidade fiscal para carros de empresas para funcionários movidos a diesel e gasolina (região da Flandres) Diesel, gasolina | 2026: Somente para carros novos que são fornecidos como compensação aos funcionários 2029: (região da Flandres) Vendas de carros e vans novas |
| Cabo Verde           | 2040                                                               | Signatário da Declaração de Glasgow | Emitindo | Vendas de veículos novos até 2040, no máximo |
| Camboja              | 2040                                                               | Signatário da Declaração de Glasgow | Emitindo | Vendas de veículos novos até 2040, no máximo |
| Canadá               | 2035                                                               | Plano climático | Diesel, gasolina, não elétrico | Novas vendas de veículos comerciais leves. Todos os veículos comerciais leves com motores de combustão interna serão retirados gradualmente e serão substituídos por veículos 100% elétricos até 2050 |
| Chile                | 2035                                                               | Green New Deal do governo chileno | Diesel, gasolina | Vendas de veículos novos |
| China                | 2035                                                               | Plano climático do governo | Diesel, gasolina | Venda e registro de novos veículos particulares |
| Chipre               | 2040                                                               | Signatário da Declaração de Glasgow | Emitindo | Vendas de veículos novos até 2040, no máximo |
| Coreia do Sul        | 2035                                                               | Plano climático | Gasolina, diesel | Vendas de veículos novos |
| Costa Rica           | 2050                                                               | Proposto pelo presidente da Costa Rica Carlos Alvarado em 2019 | Diesel, gasolina | Venda de veículos leves novos |
| Croácia              | 2040                                                               | Signatário da Declaração de Glasgow | Emitindo | Vendas de veículos novos até 2040, no máximo |
| Dinamarca            | 2030–2035                                                          | | Diesel, gasolina | Vendas de veículos novos (2030), a venda de novos veículos híbridos continuará a ser permitida até 2035. |
| Egito                | 2040                                                               | Plano do governo | Diesel, gasolina, não elétrico | Venda de carros novos |
| El Salvador          | 2040                                                               | Signatário da Declaração de Glasgow | Emitindo | Vendas de veículos novos até 2040, no máximo |
| Eslovênia            | 2031                                                               | Limite de emissão de 50 g/km | Permite diesel e gasolina se as emissões < 50 gr/km                                                                                              | Registro de novos carros |
| Espanha              | 2040                                                               | | Motor de combustão interna | Somente venda de automóveis de passageiros novos. Veículos comerciais e motocicletas continuarão a usar gasolina ou diesel. |
| Estados Unidos       | 2035                                                               | Imposto pelo presidente dos Estados Unidos Joe Biden como Executive Order 14057 que determina que todos os novos veículos leves adicionados à frota do governo sejam 100% zero emissões até 2027, com todos os novos veículos leves de propriedade privada vendidos sendo 100% zero emissões até 2035. | Diesel, gasolina, não elétrico | Aquisição governamental de veículos leves (2027) e aquisição governamental de todos os tipos de veículos vendas de carros novos leves de particulares (2035). Toda a frota de veículos de propriedade do governo com motores de combustão interna será gradualmente eliminada e será substituída por veículos 100% elétricos até 2035-2040. Todos os veículos leves particulares com motores de combustão interna serão retirados gradualmente e serão substituídos por veículos 100% elétricos até 2050. |
| Finlândia            | 2040                                                               | Signatário da Declaração de Glasgow | Emitindo | Vendas de veículos novos até 2040, no máximo |
| Gana                 | 2040                                                               | Signatário da Declaração de Glasgow | Emitindo | Vendas de veículos novos até 2040, no máximo |
| Grécia               | 2030                                                               | Plano do governo | Emitindo, não elétrico | Vendas de veículos novos |
| Hong Kong            | 2035                                                               | Plano de legislatura de Hong Kong, região administrativa especial da República Popular da China | Diesel, gasolina | Venda e registro de novos veículos particulares |
| Índia                | 2040                                                               | Compromisso do governo | Gasolina, diesel | Vendas de veículos novos |
| Indonésia            | 2050                                                               | Proposto pelo governo em 2021 | Diesel, gasolina | Todas as vendas de motocicletas (2040), todas as vendas de automóveis (2050) |
| Irlanda              | 2040                                                               | Signatário da Declaração de Glasgow | Emitindo | Vendas de veículos novos até 2040, no máximo |
| Islândia             | 2030                                                               | Plano climático | Carros que operam exclusivamente com diesel, gasolina                                                                                            | Vendas de carros novos, mas com exceções por considerações regionais (áreas onde seria difícil proibir carros a gasolina ou a diesel) |
| Israel               | 2030                                                               | | Emitindo, não elétrico | Venda de carros novos, carros recém importados |
| Itália               | 2035                                                               | Diretiva do Ministério de Transição Ecológica | Emitindo | Venda de novos veículos particulares até 2035 Venda de veículos comerciais novos até 2040 |
| Japão                | 2035                                                               | Plano do governo | cessar as vendas de novos carros a diesel, somente a gasolina                                                                                    | Carros híbridos a diesel e gasolina continuarão a ser vendidos indefinidamente |
| Lituânia             | 2040                                                               | Signatário da Declaração de Glasgow | Emitindo | Vendas de veículos novos até 2040, no máximo |
| Luxemburgo           | 2040                                                               | Signatário da Declaração de Glasgow | Emitindo | Vendas de veículos novos até 2040, no máximo |
| Macau                | 2035[carece de fontes?]                                            | Plano legislativo de Macau, região administrativa especial da República Popular da China | Diesel, gasolina | Venda e registro de novos veículos particulares |
| Marrocos             | 2040                                                               | Signatário da Declaração de Glasgow | Emitindo | Vendas de veículos novos até 2040, no máximo |
| México               | 2040                                                               | Signatário da Declaração de Glasgow | Emitindo | Vendas de veículos novos até 2040, no máximo |
| Noruega              | 2025                                                               | Incentivos fiscais e de utilização | Diesel, gasolina | Todos os novos veículos de passageiros. Veículos comerciais continuarão a usar gasolina e diesel até 2035 |
| Nova Zelândia        | 2040                                                               | Signatário da Declaração de Glasgow | Emitindo | Vendas de veículos novos até 2040, no máximo |
| Países Baixos        | 2030                                                               | Acordo de coalizão | Diesel, gasolina | Vendas de carros novos de passageiros. Veículos comerciais continuarão a usar gasolina e diesel até 2040. |
| Paraguai             | 2040                                                               | Signatário da Declaração de Glasgow | Emitindo | Vendas de veículos novos até 2040, no máximo |
| Polónia              | 2040                                                               | Signatário da Declaração de Glasgow | Emitindo | Vendas de veículos novos até 2040, no máximo |
| Portugal             | 2035                                                               | Plano climático governamental proposto pelo Partido Socialista | Diesel, gasolina | Venda de carros novos |
| Quênia               | 2040                                                               | Signatário da Declaração de Glasgow | Emitindo | Vendas de veículos novos até 2040, no máximo |
| Reino Unido          | 2030–2035, 2040                                                    | | Diesel, gasolina | Novas vendas de carros não elétricos a partir de 2030, novas vendas de carros híbridos a partir de 2035, novas vendas de caminhões e ônibus que emitem CO2 a partir de 2040 |
| República Dominicana | 2040                                                               | Signatário da Declaração de Glasgow | Emitindo | Vendas de veículos novos até 2040, no máximo |
| Ruanda               | 2040                                                               | Signatário da Declaração de Glasgow | Emitindo | Vendas de veículos novos até 2040, no máximo |
| Singapura            | 2025 (carros e táxis a diesel) 2030 (veículos a gasolina e diesel) | Plano climático de fevereiro de 2021, apresentado dez anos antes desde o anúncio de 2020 | Gasolina, diesel, non-electrified | As vendas e o registro de todos os novos veículos e taxis a diesel devem cessar até 2025, as vendas e o registro de todos os novos veículos comerciais a diesel e a gasolina devem cessar até 2030. Todos os novos veículos funcionarão com energia mais limpa (elétrica, híbrida, célula de combustível de hidrogênio) a partir de 2030, eliminação gradual dos motores de combustão interna (de toda a população de veículos motorizados) completa até 2040.                                            |
| Suécia               | 2030                                                               | Acordo de coalizão | Diesel, gasolina | Venda de carros novos |
| Tailândia            | 2035                                                               | Apenas propostas do Comitê Nacional de Política de Veículos Elétricos, ainda não efetivas | Diesel, gasolina | Venda de carros novos e registro de novos carros. |
| Taiwan               | 2040                                                               | Plano climático governamental anunciado pela Administração de Proteção Ambiental | Diesel, gasolina | Todas as vendas de ônibus e automóveis do governo (2030), todas as vendas de motocicletas (2035), todas as vendas de automóveis (2040) |
| Turquia              | 2040                                                               | Signatário da Declaração de Glasgow e declaração sobre caminhões e ônibus | Emitindo | Vendas de veículos novos até 2040, no máximo |
| Uruguai              | 2040                                                               | Signatário da Declaração de Glasgow | Emitindo | Vendas de veículos novos até 2040, no máximo |

Alguns políticos em alguns países fizeram anúncios amplos mas não implementaram nenhuma legislação e, portanto, não há eliminação progressiva nem legislação vinculativa. A Irlanda, por exemplo, fez anúncios, mas acabou não proibindo os veículos a diesel nem a gasolina.
A Agência Internacional de Energia previu em 2021 que 70% das vendas de carros novos da Índia serão movidas a combustíveis fósseis em 2030, apesar dos anúncios anteriores do governo que foram descartados em 2018. Em novembro de 2021, o governo indiano estava entre os 30 governos nacionais e as seis grandes montadoras que se comprometeram a eliminar gradualmente a venda de todos os novos veículos a gasolina e diesel até 2040 em todo o mundo e até 2035 nos "mercados líderes".
A Declaração de Glasgow, assinada por algum dos países na tabela acima, é uma declaração assinada por mais de 450 organizações para aumentar a urgência sobre a necessidade de acelerar a ação climática e garantir fortes compromissos para apoiar as metas globais de reduzir pela metade as emissões na próxima década e atingir emissões de carbono neutro o mais rápido possível antes de 2050.

### Cidades e territórios
| Padrão europeu de emissões | Padrão europeu de emissões | Padrão europeu de emissões | Padrão europeu de emissões | Padrão europeu de emissões | Padrão europeu de emissões | Padrão europeu de emissões |
| -------------------------- | -------------------------- | -------------------------- | -------------------------- | -------------------------- | -------------------------- | -------------------------- |
| (mais antigo)              | 1992                       | 1996                       | 2000                       | 2005                       | 2009                       | 2014                       |
| Euro 0                     | Euro 1                     | Euro 2                     | Euro 3                     | Euro 4                     | Euro 5                     | Euro 6                     |

Algumas cidades ou territórios planejaram ou tomaram medidas para eliminar parcial ou totalmente os veículos movidos a combustíveis fósseis antes de seus governos nacionais. Em alguns casos, isso é alcançado por meio de iniciativas do governo local ou regional, em outros casos por meio de contestações legais trazidas por cidadãos ou organizações civis que impõem supressões parciais com base no direito ao ar limpo.
Algumas cidades listadas assinaram a Declaração Ruas Livres de Combustível Fóssil (Fossil Fuel Free Streets Declaration), comprometendo-se a proibir a emissão de veículos até 2030, mas isso não necessariamente tem a força de uma lei nessas jurisdições. As proibições normalmente se aplicam a um número seleto de ruas no centro urbano da cidade onde mora a maioria das pessoas, e não a todo o seu território. Algumas cidades adotam uma abordagem gradual para proibir primeiro as categorias de veículos mais poluentes, depois as próximas mais poluentes, até a proibição total de todos os veículos movidos a combustíveis fósseis; algumas cidades ainda não estabeleceram um prazo para uma proibição total e/ou estão esperando que o governo nacional estabeleça alguma data.
Na Califórnia, os requisitos de emissões para que os fabricantes de automóveis pudessem vender quaisquer veículos no estado deveriam forçar 15% dos veículos novos oferecidos para venda entre 2018 e 2025 a serem de emissão zero. Emissões muito mais limpas e maior eficiência nos motores a gasolina significam que isto será atendido com apenas 8% de veículos com emissões zero. A lei SB 44 "Ditching Dirt Diesel", patrocinada por Nancy Skinner e adotada em 20 de setembro de 2019, exige que a California Air Resources Board (CARB) "crie uma estratégia abrangente para implantar veículos médios e pesados" para fazer com que a Califórnia cumpra os padrões federais de qualidade do ar ambiente, e "estabeleça metas e estimule os avanços tecnológicos para reduzir as emissões de GEE dos setores de veículos médios e pesados até 2030 e 2050". A lei não exige diretamente a eliminação gradual de todos os veículos a diesel até 2050 (como fazia o projeto de lei original), mas seria o meio mais óbvio de atingir as metas de redução.
Na União Europeia, a Diretiva do Conselho 96/62/CE sobre avaliação e gestão da qualidade do ar ambiente e a Diretiva 2008/50/CE sobre a qualidade do ar ambiente formam a base legal para o direito dos cidadãos da UE ao ar limpo. Em 25 de julho de 2008, no caso Dieter Janecek v Freistaat Bayern CURIA, o Tribunal de Justiça Europeu decidiu que, de acordo com a Diretiva 96/62/CE, os cidadãos têm o direito de exigir que as autoridades nacionais implementem um plano de ação de curto prazo que visa manter ou cumprir os valores-limite da qualidade do ar. A decisão do Tribunal Administrativo Federal Alemão em Leipzig de 5 de setembro de 2013, reforçou significativamente o direito das associações ambientais e organizações de proteção ao consumidor de processar as autoridades locais para impor o cumprimento dos limites de qualidade do ar em toda uma cidade. O Tribunal Administrativo de Wiesbaden declarou em 30 de junho de 2015 que os aspectos financeiros ou econômicos não eram uma desculpa válida para abster-se de tomar medidas para garantir que os valores-limite fossem observados, o Tribunal Administrativo de Düsseldorf decidiu em 13 de setembro de 2016 que as proibições de circulação de certos veículos a diesel eram legalmente possíveis para cumprir os valores-limite o mais rápido possível e, em 26 de julho de 2017, o Tribunal Administrativo de Stuttgart ordenou que o estado de Baden-Württemberg considerasse a proibição de veículos movidos a diesel durante todo o ano. Em meados de fevereiro de 2018, cidadãos dos Estados-membros da UE, República Tcheca, França, Alemanha, Hungria, Itália, Romênia, Eslováquia, Espanha e Reino Unido, estavam processando seus governos por violar o limite de 40 microgramas por metro cúbico de ar respirável, conforme estipulado na Diretiva de Qualidade do Ar Ambiente.
Uma decisão histórica do Tribunal Administrativo Federal Alemão em Leipzig, em 27 de fevereiro de 2018, declarou que as cidades de Estugarda e Düsseldorf foram autorizadas a proibir legalmente a circulação de veículos a diesel mais antigos e mais poluentes em zonas mais afetadas pela poluição, rejeitando os apelos feitos pelos estados alemães contra as proibições impostas pelos tribunais locais das duas cidades. O caso foi fortemente influenciado pelo atual escândalo de emissões da Volkswagen (também conhecido como Dieselgate), que em 2015 revelou que muitos motores a diesel da Volkswagen foram testados enganosamente e comercializados como muito mais limpos do que eram. Previa-se que a decisão abriria precedente para outros locais do país e da Europa. De fato, a decisão desencadeou uma onda de dezenas de restrições locais ao diesel, provocadas pela Deutsche Umwelthilfe (DUH), processando as autoridades municipais e vencendo contestações legais em toda a Alemanha. Enquanto alguns grupos e partidos, como o AfD, tentaram novamente derrubar a DUH, outros, como os Verdes, defenderam a eliminação gradual a nível nacional dos carros a diesel até 2030. Em 13 de dezembro de 2018, o Tribunal de Justiça Europeu anulou uma flexibilização de 2016 da Comissão Europeia dos limites de emissão de NOx dos carros, que flexibilizava para 168 mg/km. O Tribunal a declarou ilegal. Isso permitiu que as cidades de Bruxelas, Madrid e Paris, que haviam apresentado a queixa, prosseguissem com seus planos de rejeitar também os veículos a diesel Euro 6 de seus centros urbanos, com base no limite original de 80 mg/km estabelecido pela legislação da UE.

## Fabricantes com planos de eliminação progressiva de veículos movidos a combustíveis fósseis

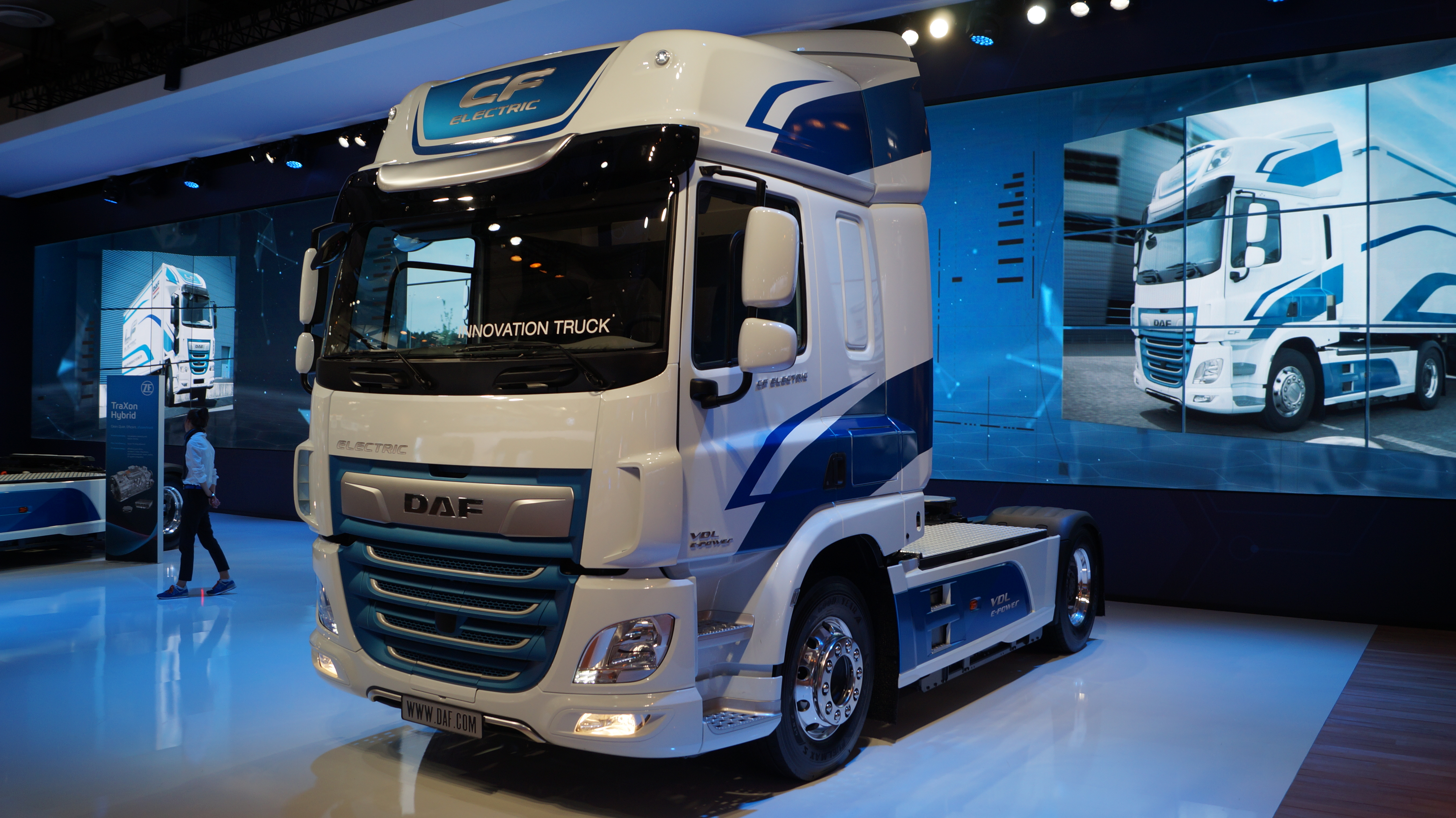
Caminhão elétrico DAF CF Electric

Em 2017, a Volvo anunciou planos para eliminar gradualmente a produção de veículos exclusivamente de combustão interna até 2019, anunciando que todos os novos veículos fabricados pela Volvo serão totalmente elétricos ou híbridos elétricos. Em 2020, a Volvo Group juntamente outros fabricantes de caminhões, incluindo DAF Trucks, Daimler AG, Ford, Iveco, MAN SE e Scania AB, prometeram encerrar as vendas de caminhões a diesel até 2040.
Em 2018, o chefe de estratégia do Grupo Volkswagen disse que "o ano de 2026 será o último lançamento de produto em uma plataforma de motor de combustão" para sua marca principal, a Volkswagen.

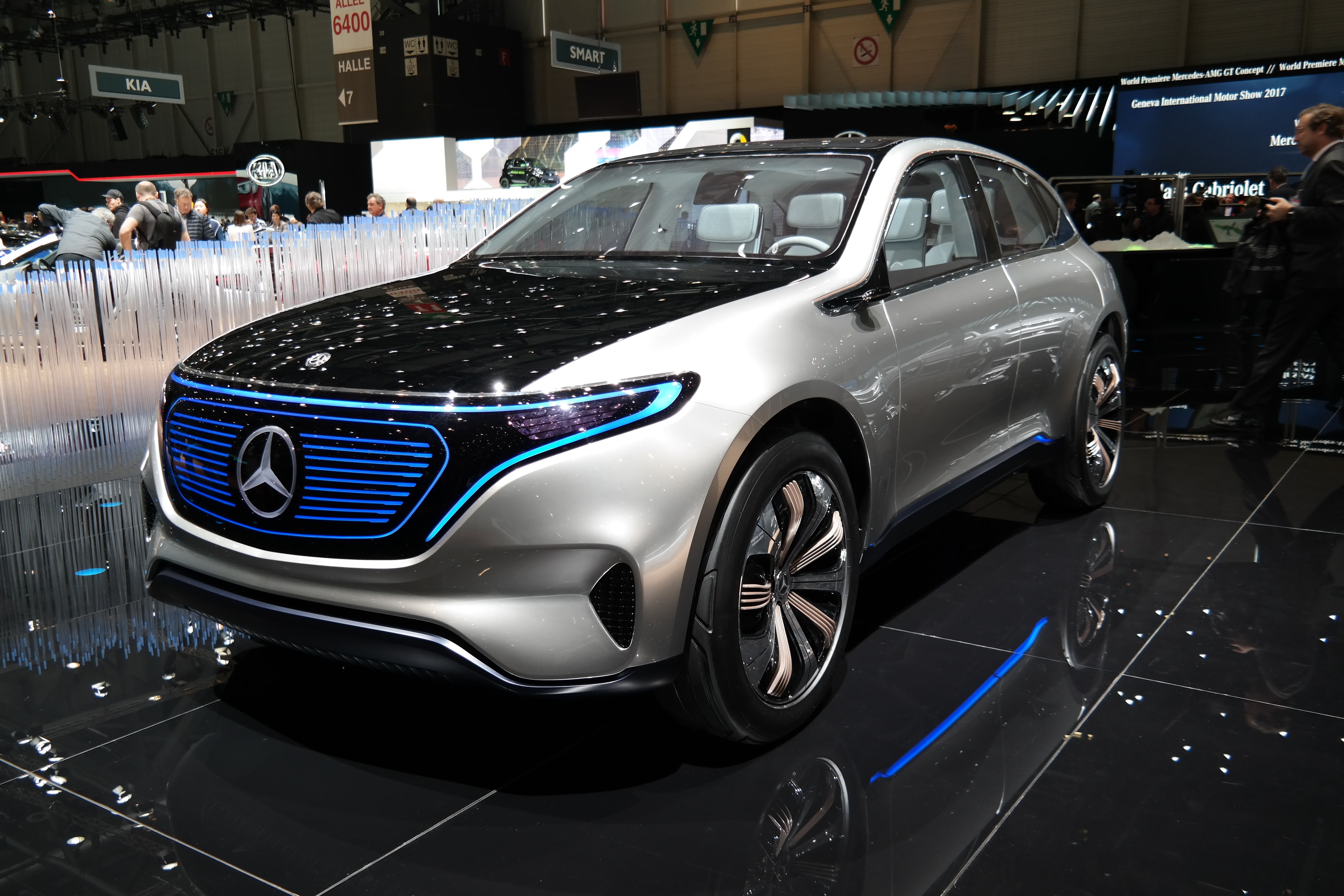
Carro elétrico Mercedes-EQ

Em 2021, a General Motors anunciou planos para se tornar totalmente elétrica até 2035. No mesmo ano, o CEO da Jaguar Land Rover, Thierry Bolloré, também afirmou que "atingiria zero emissões de escape até 2036" e que sua marca Jaguar seria elétrica até 2025. Em março, a Volvo Cars anunciou que até 2030 "pretende vender apenas carros totalmente elétricos e eliminar gradualmente qualquer carro em seu portfólio global com motor de combustão interna, incluindo híbridos". Em abril de 2021, a Honda anunciou que deixará de vender veículos movidos a gasolina até 2040. Em julho de 2021, a Mercedes-Benz anunciou que suas novas plataformas de veículos ser tornarão elétricas até 2025. Em outubro de 2021, a Rolls-Royce anunciou que se tornará totalmente elétrica até 2030. Em novembro de 2021, na Conferência das Nações Unidas sobre Mudanças Climáticas de 2021, fabricantes de automóveis, incluindo BYD Auto, Ford Motor Company, General Motors, Jaguar, Land Rover, Mercedes-Benz e Volvo se comprometeram a "trabalhar para que todas as vendas de carros e vans novos sejam zero emissão globalmente até 2040 e, no máximo, até 2035 nos principais mercados".
Em 2022, a Maserati anunciou seus planos de oferecer variantes totalmente elétricas de todos os seus modelos até 2025 e sua intenção de interromper a produção de veículos com motor de combustão até 2030.

## Ferrovias

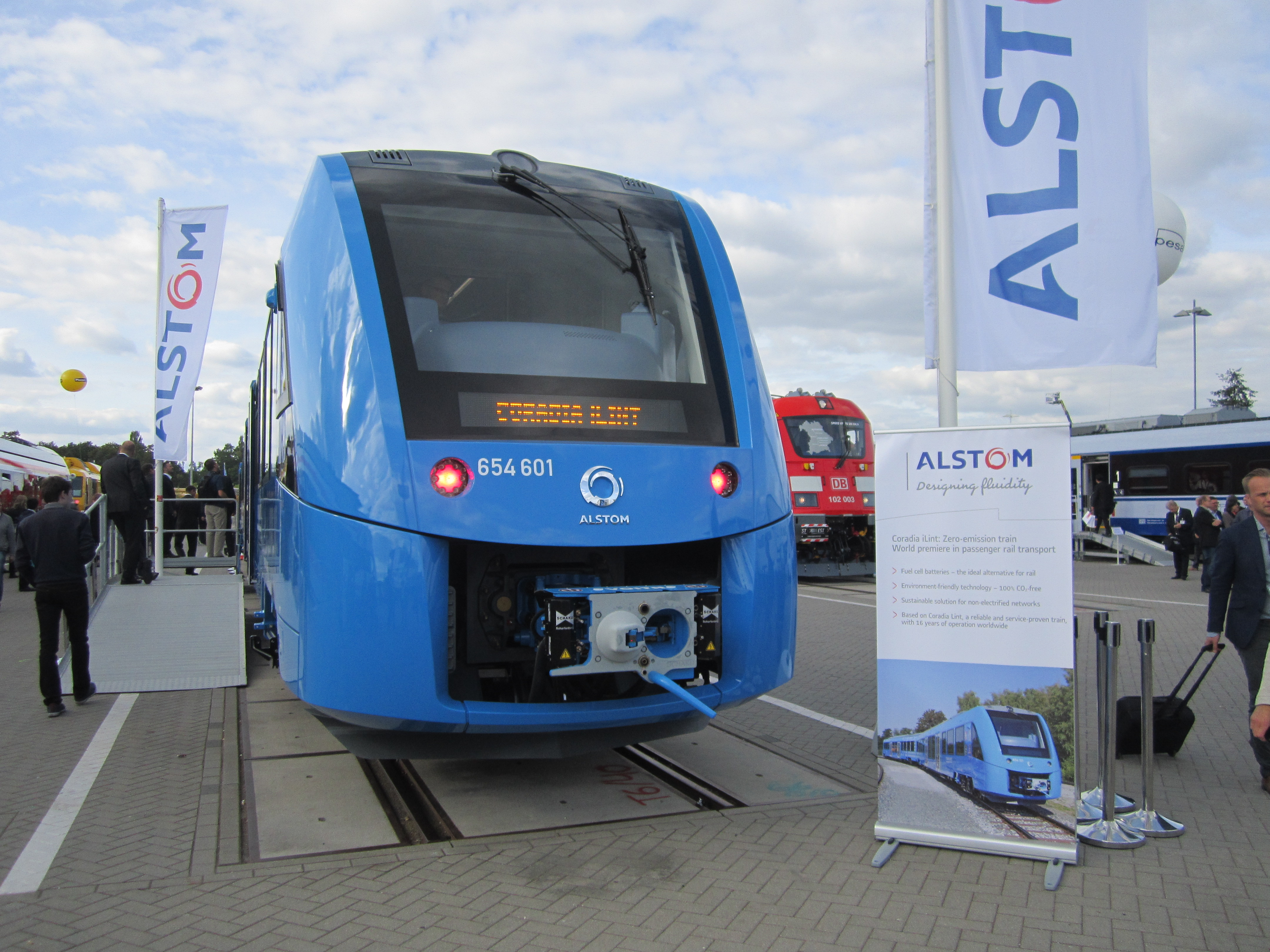
Alstom Coradia iLint

Embora a eletrificação ferroviária seja frequentemente buscada por razões não relacionadas às emissões causadas por combustíveis fósseis, houve um aumento no século XXI para substituir as locomotivas a diesel por alternativas como unidades múltiplas elétricas a bateria, trens movidos a hidrogênio como o Alstom Coradia iLint ou eletrificação da catenárias. Até o momento, o único país (não micro ou cidade-Estado) a ter eletrificado toda a sua rede ferroviária principal, a Suíça, buscou essa eliminação gradual de veículos movidos a combustível fóssil antes que o termo ou conceito existisse na forma moderna, em grande parte porque importar carvão para locomotivas a vapor provou ser difícil durante as Guerras Mundiais, mas a Suíça tem muitos recursos hidrelétricos domésticos para abastecerr trens elétricos. A Israel Railways, que não tinha serviços ferroviários eletrificados antes de 2018, quando a ferrovia Tel Aviv-Jerusalém se tornou a primeira linha a ver operação de trem elétrico, planeja eletrificar a maior parte ou toda a sua rede e eliminar gradualmente o diesel locomotivas e unidades múltiplas a diesel. O projeto foi ainda mais acelerado em 2020, pois o desligamento temporário do tráfego ferroviário devido à pandemia de COVID-19 em Israel permitiu uma construção mais rápida e o nível 2 do ERTMS estava sendo lançado. No entanto, em 2019, a Israel Railways encomendou material rodante movido a diesel para substituir os antigos trens IC3 com relatos da mídia citando atrasos no programa de eletrificação como o principal motivo.

## Transporte marítimo

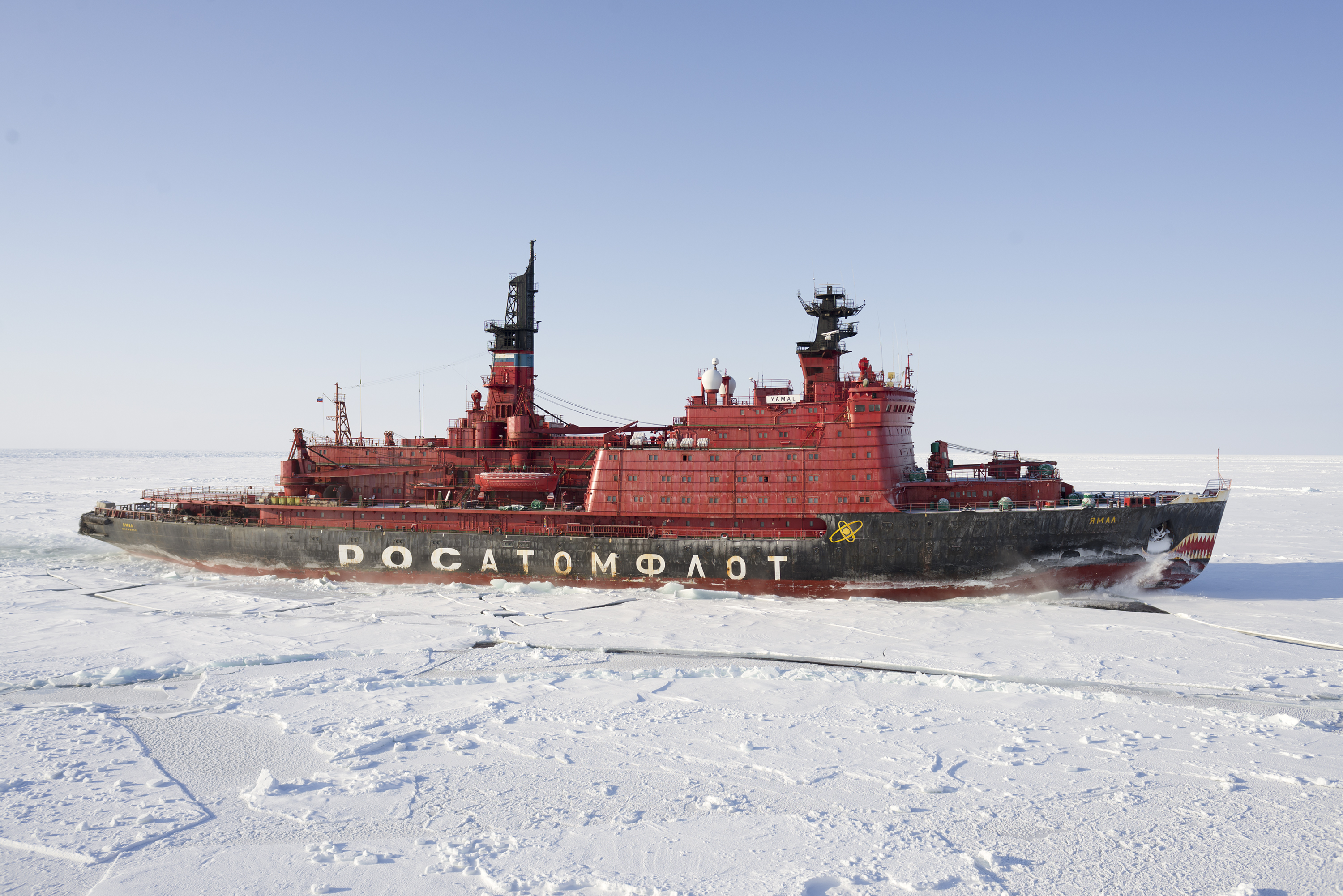
Quebra-gelo nuclear Yamal

As emissões serão banidas dos Patrimônios Mundiais Geirangerfjord e Nærøyfjord na Noruega a partir de 2026.
Além de barcos movidos a baterias ou mesmo trolley boats, tem havido várias tentativas de adaptar a propulsão nuclear marinha, que faz parte das forças navais militares de muitos países há décadas na forma de submarinos nucleares, porta-aviões nucleares e quebra-gelos nucleares para uso civil. Enquanto protótipos como Otto Hahn (alemão), NS Savannah (estadunidense) e RV Mirai (japonês) foram construídos, o único navio movido a energia nuclear a permanecer em serviço civil é o navio cargueiro russo Sevmorput, construído no final dos anos 1980 pelos soviéticos. A União Soviética e seu Estado sucessor, a Rússia, também mantêm uma frota de quebra-gelos nucleares para manter aberta a Rota do Mar do Norte.
Veleiros e remos dependem de recursos renováveis em vez de combustíveis fósseis (vento e força muscular humana, respectivamente), mas têm desvantagens em termos de velocidade e custos de mão-de-obra e, portanto, foram eliminados de praticamente todos os usos comerciais. Existem algumas tentativas de usar navios movidos a vento para fins comerciais, mas até 2022 eles permaneceram marginais.

## Aviação

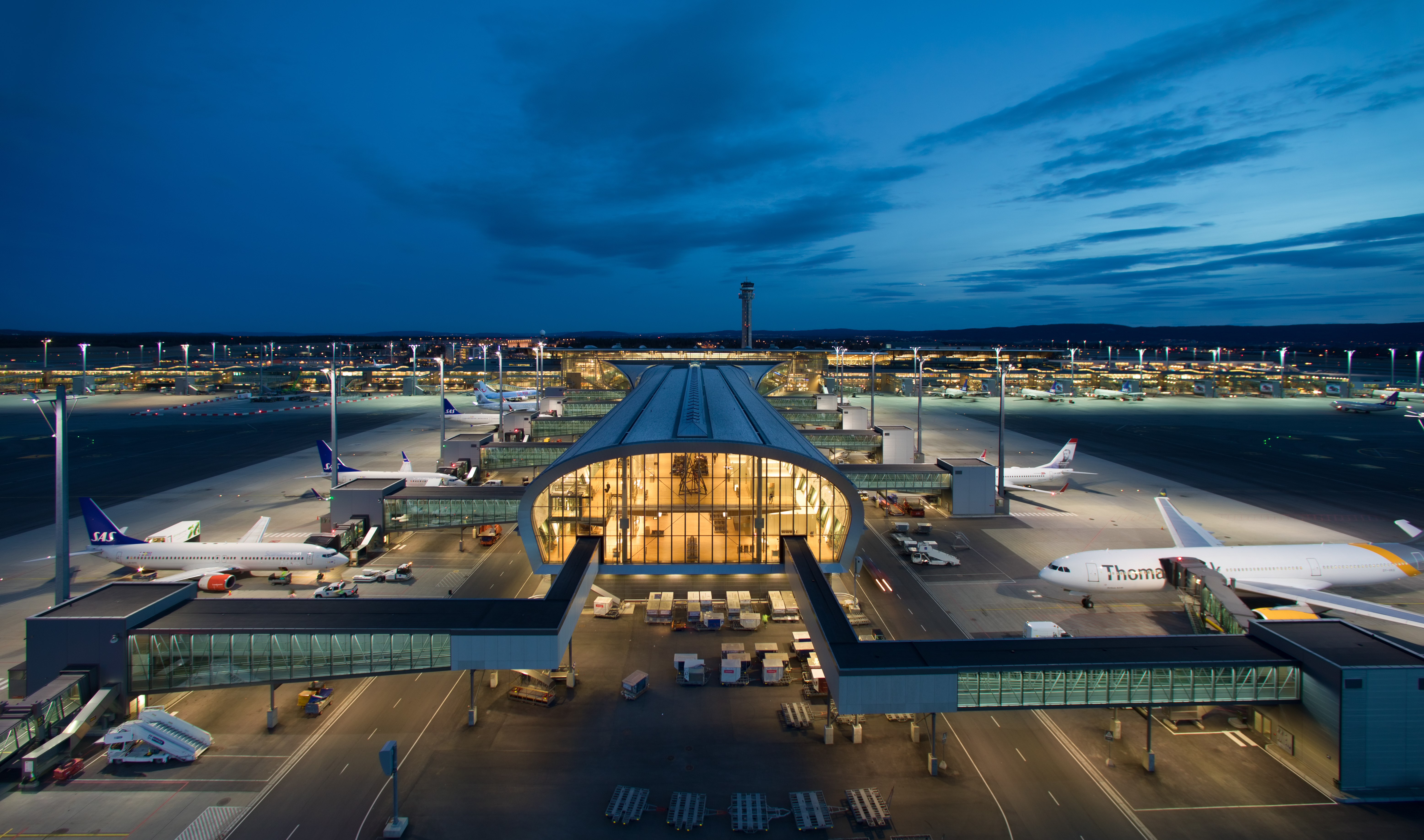
Em 2016, Aeroporto de Oslo tornou-se o primeiro aeroporto internacional a oferecer combustível sustentável como parte do mix de combustível

A Noruega, e possivelmente alguns outros países escandinavos, têm como objetivo que todos os voos domésticos sejam livres de emissões até 2040. Um grande obstáculo para a descarbonização das viagens aéreas é a baixa densidade de energia da tecnologia de bateria atual e previsível. Assim, alternativas para aviões elétricos, como os chamados combustíveis sustentáveis para a aviação ou e-fuels (combustíveis derivados da conversão eletroquímica de substâncias como água e dióxido de carbono em hidrocarbonetos) também são propostas como uma substituição futura dos atuais combustíveis para aviação. Em 2021, a primeira fábrica em escala de produção de e-fuels a ser usada na aviação foi inaugurada no norte da Alemanha. A capacidade de produção está prevista para atingir 8 barris por dia até 2022. A Lufthansa estará entre os principais usuários do combustível sintético produzido na nova instalação. O plano da Alemanha de transformar a aviação em emissões líquidas de carbono neutro depende fortemente de eletrocombustíveis.
Além da necessidade de aumentar rapidamente a capacidade de produção atualmente minúscula, os principais obstáculos para uma implantação mais ampla de combustíveis de aviação sustentáveis e e-fuels são seus custos muito mais altos na ausência de uma precificação significativa do carbono na aviação. Além disso, os atuais regulamentos do CORSIA para combustíveis sustentáveis para a aviação permitem até 90% das emissões em comparação com os combustíveis convencionais, mesmo que essas opções estejam longe de serem neutras em carbono.

## Efeitos colaterais não intencionais

### Descarte de veículos usados
Na União Europeia já existe um mercado de exportação que inclui milhões de carros usados que são enviados para o Leste Europeu e Cáucaso, Ásia Central e África. De acordo com a UNECE, a frota global de veículos de estrada deve dobrar até 2050 (de 1,2 bilhão para 2,5 bilhões, ver introdução), com a maioria das compras futuras de automóveis ocorrendo em países em desenvolvimento. Alguns especialistas preveem que o número de veículos nos países em desenvolvimento aumentará 4 ou 5 vezes até 2050 (em comparação com os níveis atuais de uso de carros) e que a maioria deles serão usados. Atualmente não existem acordos globais ou mesmo regionais que racionalizem e regulem o fluxo de veículos usados. Outros dizem que os novos veículos elétricos de duas rodas podem vender amplamente nos países em desenvolvimento, pois são acessíveis.
Carros com motor de combustão interna que podem não estar mais em conformidade com os padrões ambientais locais são exportados para países em desenvolvimento, onde a legislação sobre emissões veiculares costuma ser menos rígida. Além disso, em alguns países em desenvolvimento, como Uganda, a idade média de um carro importado já é de 16,5 anos e provavelmente será conduzido por mais 20 anos. Nesses casos, os níveis de eficiência de combustível desses veículos pioram à medida que envelhecem. Além disso, os requisitos nacionais de inspeção veicular variam muito dependendo do país.

### Potenciais soluções
- Proibições de exportação: alguns propuseram que a União Europeia implementasse uma regra que não permitisse que os carros mais poluentes saíssem da UE.[147] A própria União Europeia tem a opinião de que "deve deixar de exportar os seus resíduos para fora da UE" e por isso vai "revisitar as regras sobre transferências de resíduos e exportações ilegais".[154]
- Proibições de importação: incluem proibições de veículos usados, limites de idade para importação de veículos usados, tributação e testes de inspeção como pré-condição para o registro de veículos.[155]
- Converter veículos movidos a combustíveis fósseis em elétricos: Desde 2021, isso é caro, então tende a ser feito apenas para carros clássicos.[156]
- Reciclagem obrigatória: a Comissão Europeia está considerando planos para introduzir regras sobre conteúdo reciclado obrigatório em grupos de produtos específicos, por exemplo, para embalagens, veículos, materiais de construção e baterias.[157] A UE anunciou um novo Plano de Ação para a Economia Circular em março de 2020,[158] e mencionou que "a Comissão também proporá a revisão das regras sobre veículos em fim de vida útil com vista a promover modelos de negócios mais circulares.[159]
- Programas de sucateamento: os governos podem oferecer um prêmio aos proprietários para que seus veículos movidos a combustíveis fósseis sejam sucateados voluntariamente, e para comprar um veículo mais limpo com esse dinheiro (se assim o desejarem). Por exemplo, a cidade de Gante oferece um prêmio de sucateamento de 1 000 euros para veículos a diesel e 750 euros para veículos a gasolina; em dezembro de 2019, a cidade havia destinado 1,2 milhão de euros para esse fim ao fundo de sucateamento.[160]

## Transição de mobilidade
Na Alemanha, ativistas cunharam o termo Verkehrswende (transição de mobilidade, análogo a "Energiewende", transição energética) para um projeto de não apenas mudar a força motriz dos carros (de combustíveis fósseis para fontes de energia renováveis), mas todo o sistema de mobilidade para um de caminhabilidade, ruas completas, transporte público, ferrovias eletrificadas e planejamento cicloviário.